# Доксарас
Доксарас или Бура (на гръцки: Δοξαράς, до 1927 година: Μπούρα, Бура) е село в Република Гърция, дем Гревена, област Западна Македония.

## География
Селото е разположено на 585 m надморска височина на около 4 km югозападно от град Гревена. През селото тече Гревениотикос.

## История

### В Османската империя
В края на ХІХ век Бура е малко гръцко християнско село в Гревенската каза на Османската империя. Според статистиката на Васил Кънчов през 1900 година в Бура живеят 87 гърци.
На Етнографската карта на Битолския вилает на Картографския институт в София от 1901 година Бура е чисто гръцко село в Гревенската каза на Серфидженския санджак с 16 къщи.
Според статистика на Серфидженския санджак на гръцкото консулство в Еласона от 1904 година в Бура (Μπούρα), Гревенска каза, живеят 50 гърци елинофони християни.

### В Гърция
През Балканската война в 1912 година в селото влизат гръцки части и след Междусъюзническата в 1913 година Бура влиза в състава на Кралство Гърция.
В средата на 1920-те години след Лозанския договор населението на селото е увеличено чрез заселване на 53 гърци бежанци от района на Кападокия, Турция. През 1928 година селото е представено като смесено, състоящо се от старо местно население и новодошли бежанци като последните са 17 семейства или 60 жители. Преселниците в Бура произлизат от село Цухури от района на Фараса в Кападокия и сред тях частично е запазен фараският кападокийски гръцки диалект.
През 1927 година името на селото е сменено на Доксарас.
| Година    | 1913 | 1920 | 1928 | 1940 | 1951 | 1961 | 1971 | 1981 | 1991 | 2001 | 2011 | 2021 |
| --------- | ---- | ---- | ---- | ---- | ---- | ---- | ---- | ---- | ---- | ---- | ---- | ---- |
| Население | 57   | 66   | 154  | 191  | 221  | 267  | 244  | 2015 | 207  | 212  | 208  | 190  |